# Domaszewnica (gromada)
Domaszewnica (od 1 I 1963 Wólka Domaszewska) – dawna gromada, czyli najmniejsza jednostka podziału terytorialnego Polskiej Rzeczypospolitej Ludowej w latach 1954–1972.
Gromady, z gromadzkimi radami narodowymi (GRN) jako organami władzy najniższego stopnia na wsi, funkcjonowały od reformy reorganizującej administrację wiejską przeprowadzonej jesienią 1954 do momentu ich zniesienia z dniem 1 stycznia 1973, tym samym wypierając organizację gminną w latach 1954–1972.
Gromadę Domaszewnica z siedzibą GRN w Domaszewnicy utworzono – jako jedną z 8759 gromad na obszarze Polski – w powiecie łukowskim w woj. lubelskim na mocy uchwały nr 13 WRN w Lublinie z dnia 5 października 1954. W skład jednostki weszły obszary dotychczasowych gromad Domaszewnica, Domaszewska Kolonia, Malcanów, Świderki i Wólka Domaszewska ze zniesionej gminy Łuków w tymże powiecie. Dla gromady ustalono 26 członków gromadzkiej rady narodowej.
1 stycznia 1960 do gromady Domaszewnica włączono wieś Sarnów oraz kolonie Sarnów i Borowina ze zniesionej gromady Sarnów oraz wieś Jadwisin ze zniesionej gromady Gołąbki w tymże powiecie.
1 stycznia 1963 gromadę Domaszewnica zniesiono przez przeniesienie siedziby GRN z Domaszewnicy do Wólki Domaszewskiej i zmianę nazwy jednostki na gromada Wólka Domaszewska.